# 白水村 (熊本県阿蘇郡)
白水村（はくすいむら）は、熊本県にかつてあった村。阿蘇郡に属した。2005年2月13日に久木野村・長陽村と合併し、南阿蘇村となった。村内には白川水源や竹崎水源などの南阿蘇村湧水群があり、名水の里として知られる。

## 地理
阿蘇山の南側、南阿蘇（南郷谷）に位置し、カルデラの内側の比較的広々とした地域。旧阿蘇郡白水村には「水の生まれる里」として知られ、村内に8カ所の湧水が湧いている。
- 河川：白川

## 歴史
- 1889年（明治22年）4月1日 - 町村制施行により、吉田村・白川村・両併村・一関村・中松村が合併し白水村が発足。
- 2005年（平成17年）2月13日 - 周囲2村と合併して南阿蘇村となり、廃止。

## 行政
- 村長：桐原夏雄（任期：1987年 - 2005年）

## 地域

### 教育
中学校
- 白水村立白水中学校（現・南阿蘇村立白水中学校）

小学校
- 白水村立白水小学校（現・南阿蘇村立白水小学校）
- 白水村立中松小学校（現・南阿蘇村立中松小学校）
- 白水村立両併小学校（現・南阿蘇村立両併小学校）

## 交通

### 鉄道
- 南阿蘇鉄道
  - 高森線：（長陽村） - 南阿蘇水の生まれる里白水高原駅 - 中松駅 - 阿蘇白川駅 - 見晴台駅 - （高森町）

### 道路
- 国道325号

## 観光地
- 阿蘇山の中央登山道
- 白水神社
- 瑠璃温泉
- 南阿蘇ルナ天文台(82cm:九州最大)
- 一心行の大桜。
- 白川水源、竹崎水源などの湧水地